# Дарън Йънг
Фредерик „Фред“ Дъглас Росър III (роден на 2 ноември 1983), по-познат под сценичното си име Дарън Йънг, е американски кечист, подписал с WWE, където е бивш отборен шампион на WWE.
Преди подписването с WWE Росър участва в североизточни и средно-атлантически независими компании, включващи Chaotic Wrestling, East Coast Wrestling Association, Independent Wrestling Federation и National Wrestling Alliance.

## Личен живот
През 2013 г. Росър публично разкрива, че е гей. По-късно WWE публикуват изявление, изразявайки подкрепата си към Росър и решението му да бъде открит относно сексуалната си ориентация.

## В кеча
- Финални ходове
  - Като Дарън Йънг
    - Gut Check[9] (Fireman's carry double knee gutbuster)[10] – 2011 –
    - Heat Wave[1] (Full nelson вдигнат и повален към flapjack)[11] – 2010 – 2011

  - Като Фред Сампсън
    - Bonecrusher[1] (Running powerslam)[2]
- Ключови ходове
  - Afro pick shot в гърлото на опонент[12] – 2012 – 2013
  - Corner clothesline[13]
  - Discusforearm smash[13]
  - Diving elbow drop[14]
  - Enzuigiri[13]
  - Leg drop[14]
  - Версии на суплес
    - Belly-to-back,[15] понякога на ръба на ринга[16]
    - Bridging Northern Lights[4][17]
    - Snap[4][17]

  - Вратотрошач, понякога на ръба на ринга[18][19]
  - Snap scoop powerslam[20]
  - Tilt-a-whirl backbreaker[4][17]
- Мениджъри
  - Си Ем Пънк
  - Чаво Гереро
  - A.W.
- Прякори
  - „Трошача на кости“[2]
  - „Парти момчето на Южния плаж“ (1 февруари 2012 – 30 ноември 2012; използвана когато е в отбор с Тайтъс О'Нийл и в индивидуални участия)[21]
  - „Г-на без почивен ден“[2]
- Входни песни
  - „We Are One“ на 12 Stones (7 юни 2010 – 16 август 2010; използвана като част от Нексъс)
  - „One Two Three“ на Holter Weerts (6 септември 2010 – 1 февруари 2012)
  - „Move (Get In)“ на Woo Child[22]
  - „Making Moves“ на Sugar Tongue Slim[23] (от 3 декември 2012 г.; използвана когато е в отбор с Тайтъс О'Нийл и в индивидуални участия)

## Шампионски титли и отличия
- Chaotic Wrestling
  - Шампион в Нова Зеландия на Chaotic Wrestling (1 път)[24]
  - Отборен шампион на Chaotic Wrestling (1 път) – с Рик Фулър[25]
- East Coast Wrestling Association
  - Шампион в тежка категория на ECWA (2 пъти)[26]
  - Средно-атлантически шампион на ECWA (1 път)[27]
- Independent Wrestling Federation
  - Шампион тежка категория на IWF (2 пъти)[28]
  - Отборен турнир за купата на комисаря (2003) – с Хейдриан[29]
  - Отборен турнир за купата на комисаря (2004) – с Кевин Найт[29]
  - Отборен турнир за купата на комисаря (2006) – с Франциз[29]
  - Турнирът на шампионите (2004)[29]
- National Wrestling Superstars
  - Отборен шампион на NWS (1 път) – с Булдог Колар[1]
- Pro Wrestling Illustrated
  - Вражда на годината (2010) Нексъс срещу WWE[30]
  - Най-мразен кечист за годината (2010) Като част от Нексъс[31]
  - Най-вдъхновяващ кечист за годината (2013)[32]
  - PWI го класира като № 89 от топ 500 индивидуални кечисти в PWI 500 през 2013[33]
- Rolling Stone
  - Най-заслужена помощ (2015)[34]Като член на Тандем Прайм Тайм
- World Wrestling Entertainment/WWE
  - Отборен шампион на WWE (1 път) – с Тайтъс О'Нийл
  - Слами (1 път)
    - Шокиращ момент на годината (2010) Дебюта на Нексъс[35]